# Potápka stříbřitá
Potápka stříbřitá (Podiceps occipitalis) je druh potápky, který se vyskytuje v západní a jižní části Jižní Ameriky, kde obývá jezerní i další otevřené mokřadní plochy. 

## Systematika
Jsou známy dva poddruhy:
- P. o. occipitalis (tzv. jižní poddruh), který žije ve středním a jižním Chile a přilehlých částech Argentiny včetně Falkland.
- P. o. juninensis (tzv. severní poddruh), který je rozšířen v Andách od Kolumbie po severní část Chile.

Jižní poddruh má šedou hlavu s několika zlatavými pery na straně, severní má hlavu šedočernou bez zlatavých per. Mezinárodní svaz ochrany přírody (IUCN) považuje oba poddruhy za samostatné druhy.

## Popis
23–28,5 cm vysoká potápka. Opeření je světle šedé s bílým krkem a břichem. Oči jsou červené. Ve svatebním šatu se na tváři objevují výrazná žlutá brka, která se v prostém šatu vytrácí.

## Biologie a chování

### Stanoviště a výskyt
Vyskytuje se na sladkovodních a mírně slaných jezerech v Argentině včetně Falkland, Bolívii, Peru, Paraguayi a Chile. Vzácně zalétá i do Brazílie. Jižní poddruh obývá jezera v nadmořských výškách až do 2800 m n. m., typicky však zahnizďuje do nadmořské výšky 1200 m n. m. Na Falklandech hnízdí na úrovni moře. Severní poddruh hnízdí na jezerech do výšky 500 m n. m.

### Hnízdění
Jedná se o koloniální potápku. Hnízda stavěná na vodě často tvoří objemné, vzájemně spojené plovoucí platformy. Kolonie mohou obsahovat stovky, výjimečně i tisícovku hnízdních párů. Samice klade 1–4 vejce, nejčastěji 2. Potápka stříbřitá může vytvářet křížence s potápkou argentinskou (Podiceps gallardoi).

### Potrava
Živí se hlavně členovci (zejména hmyzem jejich larvami), malými korýši, jako jsou sladkovodní krevety. Potravu doplňuje menšími rybkami a rostlinným materiálem.